# Eisenbahnunfall in Jinzhou
Bei dem Eisenbahnunfall in Jinzhou wurde am 29. Dezember 1930 ein Zug zum Entgleisen gebracht. Mindestens 80 Menschen starben.

## Unfall
Ein Schnellzug war auf der Strecke von Shenyang (damals: Mukden) nach Peking unterwegs. Zwischen Jinzhou und Chaoyang, auf einer 25 Meter hohen Böschung, beschädigten Räuber den Oberbau. Dadurch brachten sie die führende Dampflokomotive des Zuges zum Entgleisen. Sie stürzte die Böschung hinunter und riss drei sehr stark besetzte Personenwagen mit. Bei dem Absturz der Lokomotive kam es zu einer Kesselexplosion. Diese wiederum setzte mehrere der Wagen in Brand.

## Folgen
Mindestens 80 Menschen starben, weitere 20 wurden als Geiseln entführt, um Lösegeld zu erpressen.